# 韋丘拉瓦

韋丘拉瓦（西班牙語：Huechuraba），是智利的城市，位於該國中部聖地亞哥首都大區的聖地亞哥省，始建於1946年3月，面積44.8平方公里，海拔高度530米，2002年人口74,070人，人口密度每平方公里1,700人。
33°28′S 70°42′W / 33.467°S 70.700°W